# Heinlein (cratera)
Heinlein é uma cratera de impacto no quadrângulo de Hellas, em Marte. Ela se localiza a 64.6º latitude sul e 243.8° longitude oeste, possui 83 km de diâmetro e recebeu este nome em honra a Robert A. Heinlein (1907–1988), um famoso autor de ficção científica.